# The Gallery
The Gallery foi uma boate localizada na cidade de São Paulo, Brasil.
Fundada em 1979 por José Victor Oliva, em parceria com José Pascowich e Ugo di Pace, tornou-se, na década de 1980, um dos maiores palcos artístícos do Brasil, tendo sido local de shows de cantores como Tim Maia, Cazuza, Tom Jobim e Vinícius de Moraes, além de grandes eventos publicitários e esportivos, como a luta de boxe entre Maguila e Daniel Frank.
Um bingo realizado na boate para a venda de um carro reuniu 100 homens para concorrerem pelo automóvel. Gugu estava entre as pessoas que compareceram e levou a atriz Matilde Mastrangi junto. As coisas perderam o controle quando Chiquinho Scarpa pegou o microfone e começou a dar lances pelas peças de roupa de Mastrangi, que entrou na brincadeira e fez um striptease, ficando completamente nua na casa noturna. A polícia apareceu no local por conta de uma ligação de algum dos convidados, que se incomodou com a cena.
A partir dos anos 1990 e com novos proprietários, o The Gallery foi repaginado, passando a ser restaurante e casa de eventos com outros nomes, como Gallery Oggi, mas sem a principal característica de sua primeira década, como a mais famosa casa de espetáculos de São Paulo.